# Persone di cognome Ri
| Questa pagina contiene informazioni ricavate automaticamente dalle voci biografiche con l'ausilio del template Bio e di un bot. L'aggiornamento è periodico e automatico e ricostruisce completamente la pagina. Se manca una persona in questa lista, sei pregato di non aggiungerla, ma accertati piuttosto che la sua voce biografica contenga il template Bio e che i dati anagrafici siano correttamente compilati. Se il template Bio manca, inseriscilo tu stesso o, in alternativa, metti l'avviso {{tmp\|Bio}} che ne segnala la mancanza. Se i dati riportati sono sbagliati, correggi direttamente la voce biografica; le modifiche saranno visibili in questa lista entro pochi giorni. Per chiarimenti vedi il progetto biografie. La lista contiene solo le 50 persone che sono citate nell'enciclopedia e per le quali è stato implementato correttamente il template Bio. Pagina aggiornata al 3 nov 2022. |

Questa è una lista di persone presenti nell'enciclopedia che hanno il cognome Ri, suddivise per attività principale.

## Calciatori(34)
- Ri Chang-ho, calciatore nordcoreano (n.1990)
- Ri Chol-myong, calciatore nordcoreano (Pyongyang, n.1988)
- Ri Chon-il, calciatore nordcoreano (n.1991)
- Ri Han-jae, calciatore nordcoreano (Kurashiki, n.1982)
- Ri Hung-ryong, calciatore nordcoreano (n.1988)
- Ri Hyok-chol, calciatore nordcoreano (n.1985)
- Ri Hyok-chol, ex calciatore nordcoreano (n.1973)
- Ri Hyon-song, calciatore nordcoreano (n.1992)
- Ri Hyong-jin, calciatore nordcoreano (n.1993)
- Ri Hyong-mu, calciatore nordcoreano (n.1991)
- Ri Il-jin, calciatore nordcoreano (n.1993)
- Ri Jin-hyok, calciatore nordcoreano (n.1989)
- Ri Jun-il, calciatore nordcoreano (Kaesŏng, n.1987)
- Ri Kum-chol, calciatore nordcoreano (n.1987)
- Ri Kum-dong, calciatore nordcoreano (n.1981)
- Ri Kwang-chon, calciatore nordcoreano (Namp'o, n.1985)
- Ri Kwang-hyok, calciatore nordcoreano (Pyongyang, n.1987)
- Ri Kwang-il, calciatore nordcoreano (Pyongyang, n.1988)
- Ri Kwang-myong, ex calciatore nordcoreano
- Ri Kyong-min, ex calciatore nordcoreano
- Ri Man-chol, ex calciatore nordcoreano (n.1978)
- Ri Myong-dok, calciatore nordcoreano (n.1984)
- Ri Myong-guk, ex calciatore nordcoreano (Pyongyang, n.1986)
- Ri Myong-jun, calciatore nordcoreano (Pyongyang, n.1990)
- Ri Myong-sam, calciatore nordcoreano (n.1974)
- Ri Pae-hun, calciatore nordcoreano (n.1985)
- Ri Sang-chol, calciatore nordcoreano (n.1990)
- Ri Tae-song, ex calciatore nordcoreano
- Ri Tae-ung, ex calciatore nordcoreano
- Ri Thong-il, calciatore nordcoreano (n.1992)
- Ri Un-chol, calciatore nordcoreano (n.1995)
- Ri Yong-chol, calciatore nordcoreano (n.1991)
- Ri Yong-gwang, calciatore nordcoreano (n.1982)
- Ri Yong-jik, calciatore giapponese (Osaka, n.1991)

## Cantanti(1)
- Ri Sol-ju, cantante nordcoreana (Chongjin, n.1989)

## Cestisti(1)
- Ri Myung-hun, ex cestista nordcoreano (n.1967)

## Generali(2)
- Ri Pyong-chol, generale e politico nordcoreano (Corea del Nord, n.1948)
- Ri Yong-gil, generale e politico nordcoreano (n.1955)

## Ginnasti(1)
- Ri Se-gwang, ginnasta nordcoreano (n.1985)

## Giornalisti(1)
- Ri Chun-hee, giornalista e conduttrice televisiva nordcoreana (Tongchon, n.1943)

## Lottatori(2)
- Ri Hak-son, ex lottatore nordcoreano (n.1969)
- Ri Yong-sam, lottatore nordcoreano (n.1972)

## Politici(4)
- Ri Jong-ok, politico nordcoreano (n.1916 - † 1999)
- Ri Ryong-Nam, politico nordcoreano (n.1960)
- Ri Su-yong, politico e diplomatico nordcoreano (Hamgyŏng Meridionale, n.1940)
- Ri Yong-ho, politico e diplomatico nordcoreano (Pyongyang, n.1956)

## Sollevatori(1)
- Ri Song-hui, ex sollevatrice nordcoreana (n.1978)

## Tiratori a segno(2)
- Ri Ho-jun, ex tiratore a segno nordcoreano (n.1946)
- Ri Ji-ye, tiratrice a segno nordcoreana (n.1997)

## Tuffatori(1)
- Ri Hyon-ju, tuffatore nordcoreano (Pyongyang, n.1996)